# Salim Ghazi Saeedi
Salim Ghazi Saeedi (1981-) este un compozitor și chitarist iranian, acoperind o gamă variată de genuri de la metal progresiv și jazz fusion, la rock clasic de cameră avangardist și rock electronic progresiv și RIO (Rock in Opposition). În schimb, unii critici preferă termenul de "art rock" și recunosc în muzica lui o abordare minimalistă.

## Biografie
Salim Ghazi Saeedi s-a născut în 1981, la Teheran, Iran. În 1999 a început să studieze singur chitara și să compună muzică. Cu trupa Arashk, a compus trei albume: „Abrahadabra” (2006), „Sovereign” (2007) și „Ustuqus-al-Uss” (2008). În 2010 a lansat cel de-al patrulea album intitulat „Iconophobic”, în cadrul proiectului său solo, în care a fost compozitor, chitarist, clăpar, tehnician de percuție, inginer de mixaj și producător. După aceea, el a publicat "Human Encounter" în 2011
Unii critici au comparat muzica sa cu cea a trupelor Univers Zero, Art Zoyd, John Zorn, Patrick O'Hearn, Mike Oldfield, Sufjan Stevens and The Enid, Djam Karet and Birdsongs of the Mesozoic, David Bedford, Richard Pinhas, ZNR, Mecano, Present, Aranis, cu întreaga scenă a muzicii rock de cameră Belgiană, Anne Dudley și Jaz Coleman. Revista „Harmonie” a comparat felul său de a cânta la chitară cu cel al lui Robert Fripp din King Crimson.
Albumele sale sunt albume conceptuale care includ elemente de muzică clasică, electronică și de rock progresiv cu utilizarea diversificată a instrumentelor. El se descrie ca fiind „un veșnic improvizator... atât în interpretare, cât și în compunere”
.

## Discografie
- namoWoman - Salim Ghazi Saeedi (2012)
- Human Encounter - Salim Ghazi Saeedi (2011)
- Iconophobic - Salim Ghazi Saeedi (2010)
- Ustuqus-al-Uss - Arashk (2008)
- Sovereign - Arashk (2007)
- Abrahadabra - Arashk (2006)

## Muzicale Infulence
O mare influență asupra sa au avut Jeff Beck și Thelonious Monk. Salim spune despre stilul său de muzică: „Niciodată nu m-am gândit să compun în genul progresiv doar că am un gust foarte versatil când e vorba de ascultat muzică... Probabil că acesta este modul în care genul progresiv ia naștere. Îți eliberezi mintea și ea devine progresivă!”